# 鈴蘭高原カントリークラブ
鈴蘭高原カントリークラブ（すずらんこうげんカントリークラブ）は、岐阜県高山市にあるゴルフ場である。

## 概要
1968年（昭和43年）3月、岐阜県高山市の朝日村（現・高山市）村長が、株式会社大林組を仲介にして鈴蘭高原の開発計画を、東海ラジオ放送株式会社の子会社である東放企業に持ち込んだことに始まる。鈴蘭高原は、御嶽山麓の標高1,200〜1,400メートルの高原で、面積は約200万坪あり、「御嶽鈴蘭高原観光開発株式会社」の所有面積は朝日村の73万坪である。
ところが、東海ラジオ放送は愛知県蟹江町に、レジャー施設尾張温泉を大林組が建設中だったため、持ち切れなくなり日本生命保険相互会社と日生不動産株式会社を誘い、用地買収とコース造成が開始された。
しかし、1969年（昭和44年）、日本生命と日生不動産の事情で、計画が再び東海ラジオ放送が事業主になることになった。同年6月4日、御嶽鈴蘭高原観光開発株式会社が東海ラジオ放送など8社により設立され、代表取締役社長に東海ラジオ放送社長の南正義が就任し、日生不動産と大林組が進めていた事業を受け継いだ。
鈴蘭高原の分譲地は、新設の道路工事と整地工事が進められ、新たなゴルフ場の建設工事も、コース設計を間野貞吉に依頼して着工された。1970年（昭和45年）4月23日、クラブハウスの建設工事が着工され、同年8月1日、アウトコース9ホールの造成工事が完成し、仮開場された。同年12月10日、自噴式温泉が設備されたクラブハウスが完成された。
1971年（昭和46年）6月17日、ゴルフ場の造成工事が完成し、18ホール、距離6,627ヤード、パー72のゴルフ場が開場された。岐阜県有数のリゾート鈴蘭高原ハイエリアの中央に広がり、眺望広大な高原コースが誕生した。
コ－スは、17番ホールのティの標高は1,395メートルでコース内では一番高いところにある。また、スタートの1番ホールのティは標高1,350メートルである。御嶽山、乗鞍岳など北アルプス連峰に囲まれた大自然の眺めで人気を集めた。
かつては近隣に鈴蘭高原スキー場が存在しており、1969年に営業を開始したが、アクセスの悪さによる客足の低下から2006年を以て営業を終了している。

## 所在地
〒509-3314 岐阜県高山市朝日町西洞鈴蘭高原1628-1

## コース情報
- 開場日 - 1971年6月17日
- 設計者 - 間野 貞吉
- 面積 - 760,000m2（約22.9万坪）
- コースタイプ - 丘陵コース
- コース - 18ホールズ、パー72、6,552ヤード、コースレート70.5
- フェアウェー - コウライ
- ラフ - ノシバ
- グリーン - 1グリーン、ベント
- ハザード - バンカー36、池が絡むホール2
- ラウンドスタイル - 乗用カート、セルフプレー
- 練習場 - 10打席250ヤード
- 休場日 - 無休、12月初旬～4月中旬は降雪クローズ[2][3]

## クラブ情報
- ハウス面積 - 1,800m2（544.5坪）
- ハウス設計 - 株式会社 大林組
- ハウス施工 - 株式会社 大林組[2][3]

## ギャラリー
- コース - [4]
- ハウス - [5]

## 交通アクセス
- 鉄道 - 高山本線（JR東海） - 飛騨小坂駅より タクシー利用約30分[6]
- 道路 - 東海北陸道 - 飛騨清見ICより 70Km 約70分[6]

## 関連文献
- 『ゴルフ場ガイド 西版』、2006-2007、「鈴蘭高原カントリークラブ」、東京 ゴルフダイジェスト社、2006年5月
- 『美しい日本のゴルフコース BEAUTIFUL GOLF CULTURE IN JAPAN 日本のゴルフ110年記念 ゴルフは日本の新しい伝統文化である』、ゴルフダイジェスト社「美しい日本のゴルフコース」編纂委員会編、「鈴蘭高原73万坪にすぎー上、別荘地、ゴルフ場を建設」、東京 ゴルフダイジェスト社、2013年12月